# Nola fenula
Nola fenula är en fjärilsart som beskrevs av Van Eecke. Nola fenula ingår i släktet Nola och familjen trågspinnare. Inga underarter finns listade i Catalogue of Life.